# Юліус Куперьянов
Юліус Куперьянов (ест. Julius Kuperjanov, 11 жовтня 1894, село Лахово, Псковська губернія — 2 лютого 1919, Тарту) — офіцер Російської імператорської армії, естонський військовий діяч, лейтенант, голова великого партизанського формування, що воював проти Червоної армії під час інтервенції Росії в Естонію.

## Юність
Народився у селі Лахово Псковської губернії, куди переселився дід Куперьянова через протиріччя з Ряпінським мизником-німцем. Батько Куперьянова успадкував маленький хутір, на якому 11 жовтня 1894 з'явився на світ Юліус. 26 грудня того ж року він був охрещений у лютеранській церкві святого Якова у Пскові. У 1904 сім'я Куперьянова переїхала до Юріївського повіту Ліфляндської губернії.

## Освіта
Куперьянов закінчив парафіяльну школу в селі Сипе .

## У роки Першої світової війни

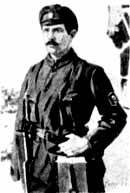
Командир Ю. Куперьянов

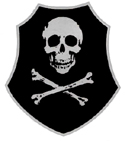
Нарукавна нашивка куперьянівців

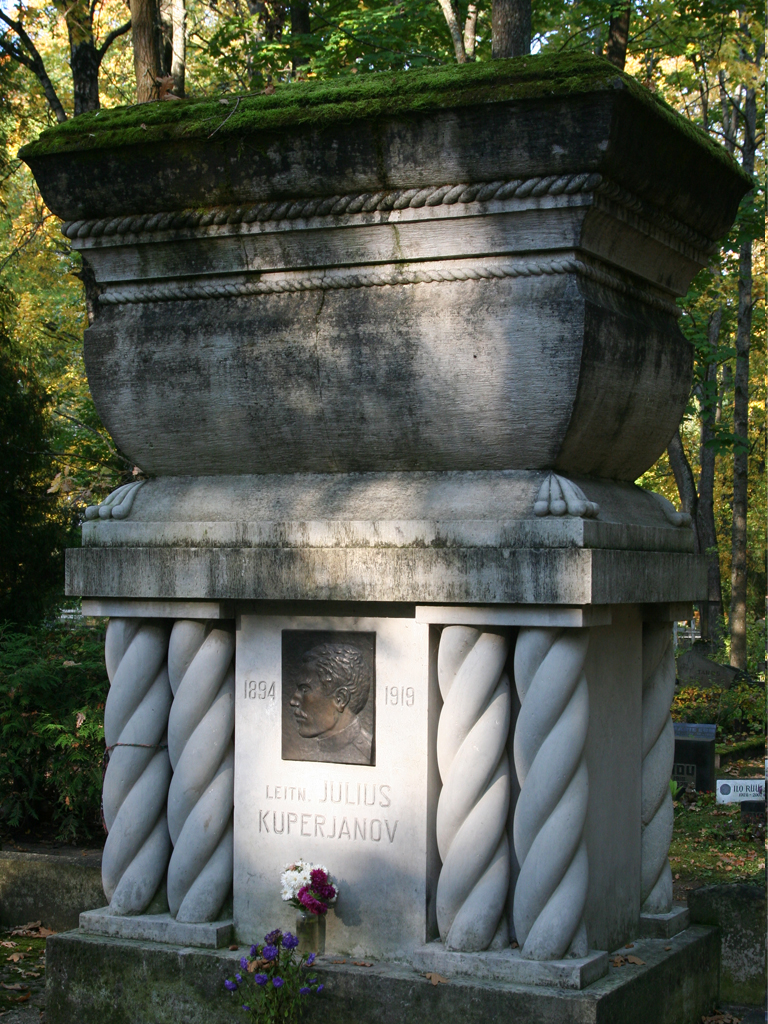
Надгробний пам'ятник на могилі Ю. Куперьянова на цвинтарі Рааді в Тарту

У лютому 1915 мобілізований до Російської імператорської армії. Підготовку отримав у 177-му піхотному запасному батальйоні у Новгороді. Після закінчення курсу 4-ї Петроградської школи прапорщиків наказом головнокомандувача 6-ї армією від 15 серпня 1915 був зведений у прапорщики армійської піхоти і направлений до 7-ї запасної маршової бригади в Більськ-Підляський, звідки отримав призначення на фронт до 5-го гренадерського київського полку, під Барановичами. У полку отримав призначення командира команди розвідників, де показав себе хоробрим офіцером. У квітні 1916 року захворів на малярію, для лікування був евакуйований до московського евакуаційного шпиталю № 2.
5 листопада 1916 Найвищим наказом зведений в поручики (зі старшинством з 9 травня 1916). 19 липня 1917 під час чергової вилазки був тяжко поранений у ногу і був евакуйований до Москви. Виписавшись після лікування зі шпиталю попрямував до Естонії, де став заступником командира запасного батальйону Естонської національної дивізії.

## У боротьбі за незалежність Естонії
Під час німецької окупації Естонії 1918 року керував підпіллям. Організовував загони Тартуської самооборони (Омакайтсе). У грудні 1918 поручик Куперьянов отримав дозвіл від командира 2-ї піхотної дивізії на формування партизанського загону. Думка про створення партизанського загону виникла у зв'язку із загальним безладдям, що панував у останні дні грудня 1918 року на Південному фронті естонських військ.
Після захоплення Червоною армією Тарту Куперьянов зі своїми людьми відійшов у район Пилтсамаа, де неподалік Пуурманні закінчив формування Тартуського партизанського батальйону. Замість офіційного найменування частину звали на ім'я його командира — Куперьянівським.
14 січня 1919 батальйон взяв безпосередню участь у визволенні Тарту.
31 січня 1919 Куперьянов був смертельно поранений в бою за мызу Паю під Валгою. Помер у Тартуському шпиталі (Вулиця Валлікрааві, 10) 2 лютого 1919. Був похований у день смерті на цвинтарі Рааді в Тарту. Нагороджений посмертно Хрестом Свободи першого розряду другого ступеня за військові заслуги; другого розряду другого і третього ступенів — за хоробрість.
Символом куперьянівців був череп зі схрещеними кістками, який вони запозичили у батальйонів смерті Російської армії часу Тимчасового уряду. Ця ж символіка була поширена в Збройних силах Півдня Росії (в «ударних» («корнілівських») військових частинах), а також у різних німецьких фрайкорах, що боролися в цей час проти революційного руху в Німеччині та Балтиці.

## Нагороди
- Георгіївський хрест 4-го ступеня (з лавровою гілкою)
- Орден Святого Володимира 4-го ступеня з мечами та бантом
- Орден Святої Анни 2-го ступеня з мечами
- Орден Святого Станіслава 2-го ступеня з мечами
- Орден Святої Анни 3-го ступеня з мечами та бантом
- Орден Святого Станіслава 3-го ступеня з мечами та бантом
- Хрест Свободи І класу 2-го ступеня
- Хрест Свободи ІІ класу 2-го ступеня
- Хрест Свободи ІІ класу 3-го ступеня

## Увічнення пам'яті
- Наказом Головнокомандувача Йохана Лайдонера від 3 лютого 1919 Тартуський партизанський батальйон перейменували на честь загиблого командира на Куперьянівський партизанський батальйон. Ця військова частина чудово зарекомендувала себе у боях Визвольної війни. 9 березня 1992 цю легендарну частину Естонської армії відновили під назвою Куперьянівський окремий піхотний батальйон.

- У 1925 Куперьянову було встановлено пам'ятник на цвинтарі Рааді в Тарту (скульптор Яан Коорт). Після здобуття Естонією незалежності вулиці міст Тарту, Валга та Пилтсамаа отримали ім'я Куперьянова.

- Увійшов до складеного за результатами письмового та онлайн-голосування списку 100 великих діячів Естонії XX століття (1999)[1].

- Портрет Юліуса Куперьянова зображений на поштовій марці Естонії 2009 року, випущеної на честь 90-річчя Паюської битви під Валгою під час війни за незалежність. (Yvert et Tellier 583)